# Baetkia maroniensis
Baetkia maroniensis är en insektsart som beskrevs av Victor Lallemand 1938. Baetkia maroniensis ingår i släktet Baetkia och familjen spottstritar. Inga underarter finns listade i Catalogue of Life.